# Sulmeck-Greith
Sulmeck-Greith là một đô thị thuộc huyện Deutschlandsberg thuộc bang Steiermark, nước Áo. Đô thị Sulmeck-Greith có diện tích 18,62 km², dân số thời điểm cuối năm 2005 là 1391 người.